# Església dels Sants Joans de Potries
L'església parroquial dels Sants Joans és un temple catòlic situat a la plaça de l'Església, 1, al municipi de Potries. Està catalogat, per declaració genèrica, com a Bé de Rellevància Local amb identificador número 46.198-9999-000003.
L'església està constituïda com a parròquia i presenta un arxiu de titularitat privada gestionat per administració eclesiàstica.

## Història
Data de finals del segle XVI, sobre una rectoria de moriscs pertanyent a Oliva. Es va declarar independent com a conseqüència de la remodelació que l'arquebisbe Sant Joan de Ribera va dur a terme el 1574.

## Descripció
L'església té la tipologia característica d'una església jesuïta, arquitectura religiosa molt en voga en aquesta època.
Presenta planta de creu llatina inscrita en un rectangle amb nau central, capelles laterals, creuer no emergent i torre-campanar. Un ordre corinti articula l'alçat intern, cobrint-se la nau central amb volta de canó.
Al llarg de la seva història ha patit diverses intervencions de què destaquen la realitzada entre finals del segle xvii i principis del XVIII, en què s'amplien les naus laterals del costat de l'evangeli, i se les cobreix amb cúpules; a més, es retalla la façana i se li col·loca un perfil mixtilini a la part superior. Aquesta intervenció estava molt d'acord amb les tendències del barroc del segle XVIII.
La segona intervenció més destacada es va realitzar ja al primer quart del segle XIX, i s'hi va construir una nova capella a l'alçada del creuer, que estava dedicada a Sant Blai, patró de la localitat. Aquesta nova capella és de creu grega i està coberta amb cúpula que s'alça sobre petxines i llanterna. Així, aquesta intervenció segueix les pautes del classicisme que dictava en aquell moment l'Acadèmia de Sant Carles de València.
Molt més recentment, l'any 2022, es va dur a terme la rehabilitació de la cúpula de la capella de Sant Blai, gràcies a recursos propis de l'Ajuntament de la població.
En aquesta intervenció es van arreglar els danys causats per la filtració daigua pluvial pel deteriorament del sostre de la capella. L'Arquebisbat va acordar amb el consistori cedir els terrenys de l'antic frontó a canvi de la realització per part d'aquest darrer dels treballs de rehabilitació.
A més es va incorporar a la cúpula un nou penell que substitueix l'original molt deteriorada.
Pel que fa als materials emprats en la construcció original del temple, la majoria són maçoneria i morter de calç, malgrat que també es pot veure l'ús de rajoles. Els carreus de pedra únicament es localitzen a la portada, cantoneres i cos de la torre campanar ia la darrera capella construïda, la de Sant Blai.
La torre campanar té característiques arquitectòniques manieristes de tall herrerià. La coberta de l'església es realitza a dues aigües rematada amb teula àrab.
A l'església es conserva la relíquia de Sant Blai, patró del municipi, i la magnífica talla en alabastre policromat del Crist de l'Agonia, del segle xviii, procedent de l'ermita de Potríes.
L'església adquireix protagonisme durant les festes majors dedicades a Sant Blai, amb la celebració del conegut Porrat de Sant Blai.
Referències